# Józef Młynarczyk
  Józef Młynarczyk    (Nowa Sól, 20 de setembre de 1953) és un exfutbolista polonès de la dècada de 1980.
Fou 42 cops internacional amb la selecció polonesa amb la qual participà en la Copa del Món de Futbol de 1982 i a la Copa del Món de Futbol de 1986.
Pel que fa a clubs, defensà els colors de Widzew Łódź, SC Bastia i FC Porto.

## Palmarès
Widzew Łódź
- Ekstraklasa: 1980-81, 1981-82

Porto
- Primeira Liga: 1985-86, 1987-88
- Taça de Portugal: 1987-88
- Supertaça Cândido de Oliveira: 1986
- Copa d'Europa de futbol: 1986-87
- Copa Intercontinental de futbol: 1987
- Supercopa d'Europa de futbol: 1987